# حملات البحر الأسود (1941-1944)
حملات البحر الأسود هي عمليات نفذتها قوات المحور والقوات البحرية السوفيتية في البحر الأسود ومناطقه الساحلية خلال الحرب العالمية الثانية بين عامي 1941 و1944، بما في ذلك دعم القوات البرية.
فوجئ أسطول البحر الأسود بعملية بارباروسا مثل بقية القوات العسكرية السوفيتية. تكونت قوات المحور في البحر الأسود من البحرية الرومانية والبلغارية إلى جانب وحدات ألمانية وإيطالية نُقلت إلى المنطقة عبر السكك الحديدية والقنوات. على الرغم من أن السوفييت كانوا يتمتعون بتفوق ساحق في السفن السطحية على دول المحور، إلا أن التفوق الجوي الألماني أبطل هذا التفوق فعليًا، وتم تدمير معظم السفن السوفييتية الغارقة بالقصف. خلال أغلب فترة الحرب، كان أسطول البحر الأسود تحت قيادة نائب الأدميرال فيليب أوكتيابرسكي، وكان قائده الآخر هو ليف فلاديميرسكي.
تقع أحواض بناء السفن السوفييتية الرئيسية في أوكرانيا (نيكولاييف) وفي شبه جزيرة القرم، التي كانت آنذاك جزءًا من جمهورية روسيا الاتحادية الاشتراكية السوفييتية، في سيفاستوبول. تم احتلال الأولى في عام 1941، ولكن على الرغم من أن الثانية لم تحتل حتى يوليو 1942 (حصار سيفاستوبول (1941-1942))، فقد تم احتلال بقية شبه جزيرة القرم أيضًا في عام 1941، مما جعل أحواض بناء السفن غير صالحة للاستخدام إلى حد كبير. تم إخلاء العديد من السفن غير المكتملة التي كانت طافية إلى الموانئ في جورجيا والتي وفرت القواعد الرئيسية للأسطول الناجي. لكن هذه الموانئ، مثل بوتي، كانت لديها مرافق إصلاح محدودة للغاية، مما أدى إلى تقليص القدرة التشغيلية للأسطول السوفييتي بشكل كبير.

## القوة البحرية السوفيتية
في 22 يونيو 1941، كان أسطول البحر الأسود التابع للبحرية السوفيتية يتألف من:
| نوع السفينة              | عدد | ملاحظة/الفئة                                                              |
| ------------------------ | --- | ------------------------------------------------------------------------- |
| سفينة حربية              | 1   | باريسا                                                                    |
| طرادات                   | 6   | مولوتوف، فوروشيلوف، تشيرفونا أوكرانيا، كراسني كريم، كراسني قفقاس، كومنترن |
| قائد الأسطول             | 3   | خاركوف، موسكو، طشقند                                                      |
| المدمرات (الحديثة)       | 11  | 6 من فئة 7، و5 من فئة 7يو،                                                |
| المدمرات (القديمة)       | 5   | 4 مدمرات من فئة فيدونيسي، ومدمرة واحدة من فئة ديرزكي                      |
| سفن صغيرة متعددة الأغراض | 15  | 2 من فئة أوراجان و13 من فئة فوجاس                                         |
| الغواصات                 | 44  |                                                                           |
| زوارق طوربيد بمحرك       | 84  |                                                                           |

## قوة بحرية المحور

### البحرية الرومانية
تتكون القوات البحرية الرومانية في البحر الأسود من أربع مدمرات، وأربع زوارق طوربيد، وثماني غواصات، وثلاث سفن إزالة ألغام، وواحدة من غواصات، وثلاثة زوارق حربية، وسفينة تدريب واحدة.

### ألمانيا

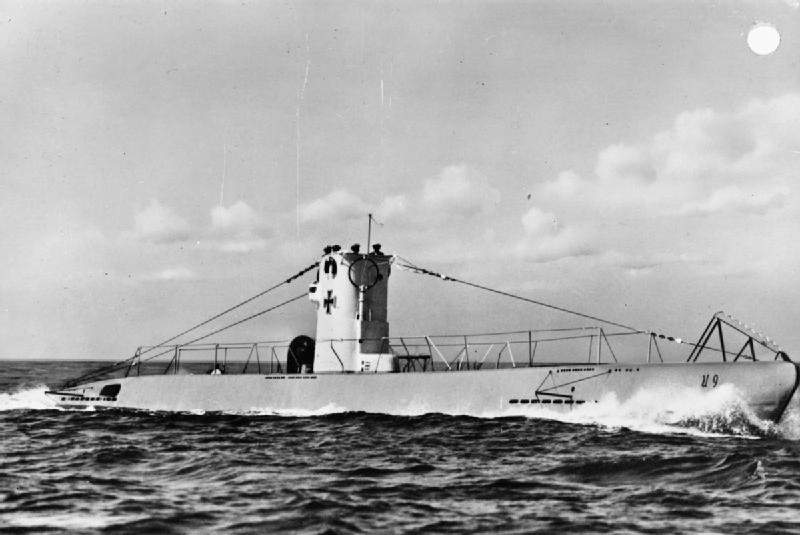
الغواصة الألمانية يو-9، أعيد تجميعها لصالح البحرية الألمانية في حوض بناء السفن جالاتسي

وبما أن تركيا كانت محايدة خلال الحرب العالمية الثانية، لم تتمكن دول المحور من نقل السفن الحربية إلى البحر الأسود عبر مضيق البوسفور. سمحت اتفاقية مونترو، التي تم توقيعها قبل بضع سنوات فقط، لتركيا بإغلاق المضائق أمام جميع حركة المرور العسكرية. عرض هتلر بيع عدد قليل من الغواصات لتركيا حتى تتمكن من الوصول إلى البحر الأسود بشكل قانوني، بطريقة لا تختلف كثيرًا عن المخطط الذي تم استخدامه بنجاح لجر تركيا إلى الحرب العالمية الأولى. رفضت تركيا. ومع ذلك، نُقلت العديد من السفن الصغيرة من بحر الشمال عبر شبكات السكك الحديدية والقنوات إلى نهر الدانوب. وشملت هذه المجموعة ست غواصات من الفئة الثانية من أسطول الغواصات الثلاثين والتي تم تفكيكها وشحنها إلى رومانيا على طول نهر الدانوب. تم إعادة تجميعها بعد ذلك في حوض بناء السفن جالاتي الروماني في أواخر عام 1942 ثم تم إرسالها بعد ذلك إلى كونستانسا. كما نقل الألمان 10 غواصات من طراز إي-بوت و23 غواصة من طراز أر عبر نهر الدانوب وبنوا زوارق مسلحة في أحواض بناء السفن في نيكولاييف التي تم الاستيلاء عليها. تم الحصول على بعض السفن في رومانيا وبلغاريا والمجر، ثم تم تحويلها لخدمة القضية الألمانية، مثل سفينة إس بوت رومانيا، ومركبة إزالة الألغام زانتن، ومركب الصيد المضاد للغواصات يو-115 روزيتا. تم بناء سفن إضافية في أحواض بناء السفن الألمانية أو المحلية، أو تم الاستيلاء عليها من السوفييت، أو نقلها من البحر الأبيض المتوسط اسميًا على أنها سفن تجارية. في المجمل، بلغ عدد القوات البحرية الألمانية في البحر الأسود 6 غواصات ساحلية، و16 غواصة إس، و23 غواصة أر، و26 غواصة صيد غواصات وأكثر من 100 زورق متعدد المهام. في نهاية المطاف، كان الأسطول الألماني في البحر الأسود يضم مئات من السفن الحربية المتوسطة والصغيرة أو السفن المساعدة قبل تدميره الذاتي مباشرة قبل انشقاق بلغاريا. تمكنت عدد قليل جدًا من السفن من النجاة عبر نهر الدانوب.

### بلغاريا وإيطاليا والمجر
على الرغم من وضع بلغاريا المحايد في الحرب الألمانية السوفيتية، فإن البحرية البلغارية شاركت في مهام المرافقة لحماية سفن المحور ضد الغواصات السوفيتية في المياه الإقليمية البلغارية. تتكون البحرية البلغارية الصغيرة بشكل أساسي من 4 زوارق طوربيد قديمة، و3 زوارق طوربيد بمحرك حديثة الصنع ألمانية الصنع، و4 زوارق طوربيد بمحرك هولندي الصنع من نوع باور، و2 من سفن مطاردة الغواصات من فئة إس سي-1، و3 زوارق بمحرك مضادة للغواصات. في أواخر أغسطس 1944، نٌقلت 14 سفينة إنزال من طراز ماف إلى بلغاريا.
وبطلب من ألمانيا، أرسلت البحرية الإيطالية قوة صغيرة إلى البحر الأسود. كانت هذه "المرة الوحيدة التي طلب فيها الألمان بشكل عفوي المساعدة من القوات المسلحة الإيطالية على أي جبهة حرب ألمانية". تضمنت القوة المرسلة ستة زوارق ماس وستة (أربعة في الأصل) غواصات صغيرة من فئة سي بي وأربعة زوارق طوربيد بمحركات.
أصبحت المجر دولة غير ساحلية في أعقاب الحرب العالمية الأولى، لكن بعض السفن التجارية المجرية تمكنت من الوصول إلى البحر الأسود عبر نهر الدانوب. كانت سفن الشحن المجرية تعمل كجزء من قوات النقل البحري التابعة لدول المحور على البحر الأسود، وبالتالي شاركت في إجلاء دول المحور من شبه جزيرة القرم.

### الفيلق البحري الكرواتي
تم تشكيل الفيلق البحري الكرواتي في يوليو 1941. كان يتألف في البداية من نحو 350 ضابطًا وجنديًا بالزي الرسمي الألماني، لكن هذا العدد تضخم في نهاية المطاف إلى 900-1000. وكان قائدهم الأول هو أندرو فركليان، والذي تم استبداله فيما بعد بستيبان رومينوفيتش. كان هدف الكرواتيين من نشر قوة بحرية في البحر الأسود هو التهرب من الحظر المفروض على البحرية الأدرياتيكية بموجب معاهدات روما مع إيطاليا في 18 مايو 1941. أدى هذا الحظر فعليًا إلى تقييد البحرية الكرواتية على أسطول نهري صغير. عند وصولها إلى بحر آزوف، تمكنت من انتشال 47 سفينة صيد تالفة أو مهجورة، معظمها سفن شراعية، وقامت بتوظيف البحارة المحليين الروس والأوكرانيين، والعديد منهم من الفارين من البحرية السوفيتية. وفي وقت لاحق، استحوذ الفيلق على 12 سفينة صياد غواصات ألمانية وبطارية من المدفعية الساحلية. كان الملازم جوزيف مازورانيتش قائدًا بارزًا لصائد الغواصات يو-2303.

## العمليات في عام 1941
في 26 يونيو هاجمت القوات السوفيتية المدينة الرومانية كونستانتا. خلال هذه العملية، فقدت المدمرة القائدة موسكفا بسبب الألغام أثناء محاولتها الهرب من نيران البطاريات والمدمرات الساحلية التابعة لدول المحور. قام أسطول البحر الأسود بتزويد الحامية المحاصرة في أوديسا بالإمدادات وأجلى جزءًا كبيرًا من القوة (86 ألف جندي و150 ألف مدني) في نهاية شهر أكتوبر، لكنه خسر المدمرة فرونزي وزورقًا حربيًا للقاذفات الألمانية في هذه العملية. في 7 نوفمبر، أغرقت القوات الجوية الألمانية سفينة المستشفى السوفييتية أرمينيا، مما أسفر عن مقتل أكثر من 5000 شخص، معظمهم من المدنيين والمرضى الذين تم إجلاؤهم.
لعب أسطول البحر الأسود دوراً قيماً في هزيمة الهجوم الأولي على سيفاستوبول. وفي شهر ديسمبر، جرت عملية برمائية ضد كيرتش أسفرت عن استعادة شبه الجزيرة. بقيت مفرزة بحرية تضم الطراد كراسني كريم في سيفاستوبول لتقديم الدعم الناري. كما قامت الغواصات السوفييتية أيضًا بغارات على سفن المحور على السواحل الرومانية والبلغارية، حيث أغرقت 29,000 طن شحن. خلال خريف عام 1941، زرع الجانبان العديد من حقول الألغام في جنوب البحر الأسود: حيث أغرقت حقول الألغام الدفاعية الرومانية ما لا يقل عن خمس غواصات سوفييتية خلال هذه الفترة. ومع ذلك، خلال مثل هذه العمليات، فقدت قوات المحور زارع الألغام الروماني ريجيل كارول الأول،  غرق بواسطة لغم زرعته الغواصة السوفيتية إل-4 : سيتم إغراق 2 من الغواصات السوفيتية الخمس لاحقًا في نفس حقول الألغام، بعد غرق السفينة، بالإضافة إلى غواصة أخرى غرقت في عام 1942. في المجمل، غرق ما يصل إلى 15 غواصة سوفييتية بواسطة حقول الألغام الدفاعية الرومانية حتى نهاية الحرب. فقدت سفينة ألغام رومانية أخرى، وهي أورورا، عندما دمرتها القاذفات السوفيتية في 15 يوليو.

## العمليات في عام 1942

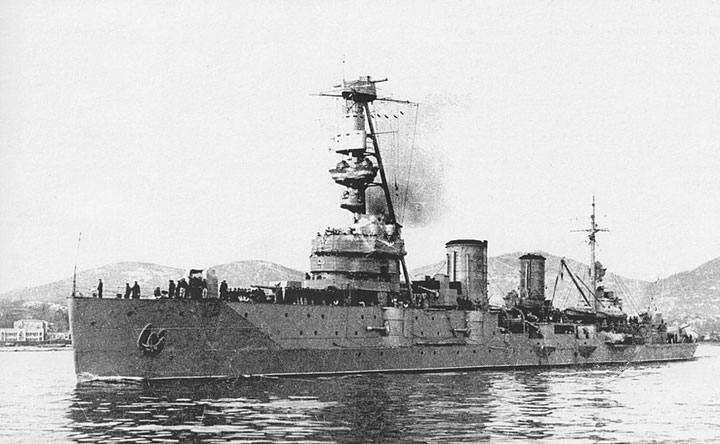
شارك الطراد السوفييتي كراسني كريم في الدفاع ضد حصار سيفاستوبول

هيمن حصار سيفاستوبول على العمليات في عام 1942. وخلال فصل الشتاء، قدمت السفن الحربية السوفيتية، بما في ذلك البارجة الوحيدة باريزسكايا كومونا، الدعم الناري ومهام الإمداد بالقرب من سيفاستوبول. وواصل السوفييت مهام الإمداد حتى 27 يونيو، وكانت الخسائر فادحة وشملت الطرادتشيرفونايا أوكرانيا والمدمرة ليدر طشقند (التي بُنيت في إيطاليا لصالح الاتحاد السوفييتي) وست مدمرات حديثة.
حاولت الطراد فوروشيلوف والمدمرات التدخل دون جدوى في معركة شبه جزيرة كيرتش في مايو، ولم يتمكن السوفييت من منع الإنزال عبر مضيق كيرتش في شبه جزيرة تامان في سبتمبر. تم إجلاء بقية أسطول البحر الأسود إلى موانئ في القوقاز التي كانت المرافق فيها محدودة للغاية. كانت الغواصات السوفيتية نشطة في الجزء الغربي من البحر الأسود حيث هاجمت سفن المحور. ولسوء الحظ، شمل ذلك إغراق سفينة اللاجئين ستروما التي كانت تبحر تحت علم الصليب الأحمر، وتم إبلاغ الصليب الأحمر الدولي والاتحاد السوفييتي قبل المغادرة، وتم إطلاق طوربيد على السفينة أثناء سحبها. في الأول من أكتوبر، غرقت الغواصة السوفيتية إم-118 بقنابل الأعماق بواسطة الزورق الحربي الروماني جيكوليسكو من سوبلوكوتيننت.

## العمليات في عام 1943

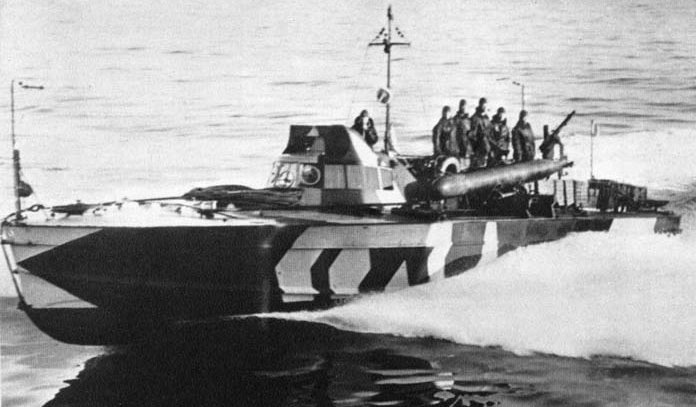
قارب طوربيد إيطالي ماس

في عام 1943، تم تقليص أسطول البحر الأسود إلى السفن التالية، والتي عانت جميعها من سوء الصيانة بسبب نقص المرافق:
- البارجة سيفاستوبول
- أربع طرادات (اثنتان من طراز كيروف - مولوتوف وفوروشيلوف - وكراسني كريم وكراسني قوقاز)
- المدمرة القائدة خاركوف
- خمس مدمرات حديثة وثلاث مدمرات قديمة
- 29 غواصة

فقدت القوات البحرية الرومانية زورق المدفعية المضاد للغواصات ريموس ليبري في عام 1941، أثناء تجارب زرع الألغام بعد تحويله إلى زورق زرع ألغام. بدأت الغواصة دلفينول عملية تجديد واسعة النطاق في نهاية عام 1942، مما جعلها خارج الخدمة لبقية الحرب. وعلى الرغم من هذه الخسائر، وصلت البحرية الرومانية إلى ذروة قوتها في عام 1943. تم الانتهاء من بناء الغواصات الرومانية الحديثة ريتشينول ومارسوينول في عام 1942. بالإضافة إلى ذلك، تم الحصول على خمس غواصات صغيرة من فئة سي بي، صنعتها إيطاليا، في خريف عام 1943، ومع ذلك، لم يكن من الممكن جعل سوى اثنتين منها صالحة للخدمة. تم بناء أربع كاسحات ألغام معدلة من الفئة إم، ومسلحة كفرقاطات مضادة للغواصات، في رومانيا من مواد ألمانية خلال العام. وبذلك بلغ عدد السفن الحربية العملياتية الرئيسية للأسطول الروماني في البحر الأسود ما يلي:
- 4 مدمرات (اثنتان من طراز ريجيل فرديناند واثنتان من فئة مارستي)
- 1 قارب طوربيد بحري (سبورول)
- 10 فرقاطات مضادة للغواصات (الأميرال مورجيسكو ، وأربع فرقاطات من فئة ميهايل كوجالنيشينو ، وفرقاطة واحدة من فئة سافا، وأربع كاسحات ألغام من فئة إم)
- 5 فرقاطات مضادة للغواصات (ثلاثة من فئة جيكوليسكو من سوبلوكوتيننت واثنتان من فئة سميول)
- 4 غواصات ( مارسوينول، ريشينول وغواصتان صغيرتان من فئة سي بي)

تألفت العمليات في البداية من عدة عمليات هجومية نفذها السوفييت بما في ذلك الدفاع عن مالايا زيمليا في نوفوروسيسك وبعض القصف الساحلي والغارات. في 7 يوليو، أغرقت المدمرة الرومانية مارستي الغواصة السوفيتية إم-31. وبما أن الحرب كانت تسير بشكل سيئ بالنسبة لقوات المحور على جبهات أخرى، بدأ الألمان في إخلاء رأس جسر كوبان في سبتمبر. وتم ذلك بنجاح. غرقت السفينة خاركوف ومدمرتان - سبوزوبني وبيسبوشادني - بواسطة طائرات شتوكا أثناء غاراتها على شبه جزيرة القرم. ونتيجة لهذه الخسارة، أصر ستالين على إذنه شخصيا لاستخدام أي سفن كبيرة. وفي نوفمبر، تلت ذلك عملية كيرتش-إلتيجن.

## العمليات في عام 1944

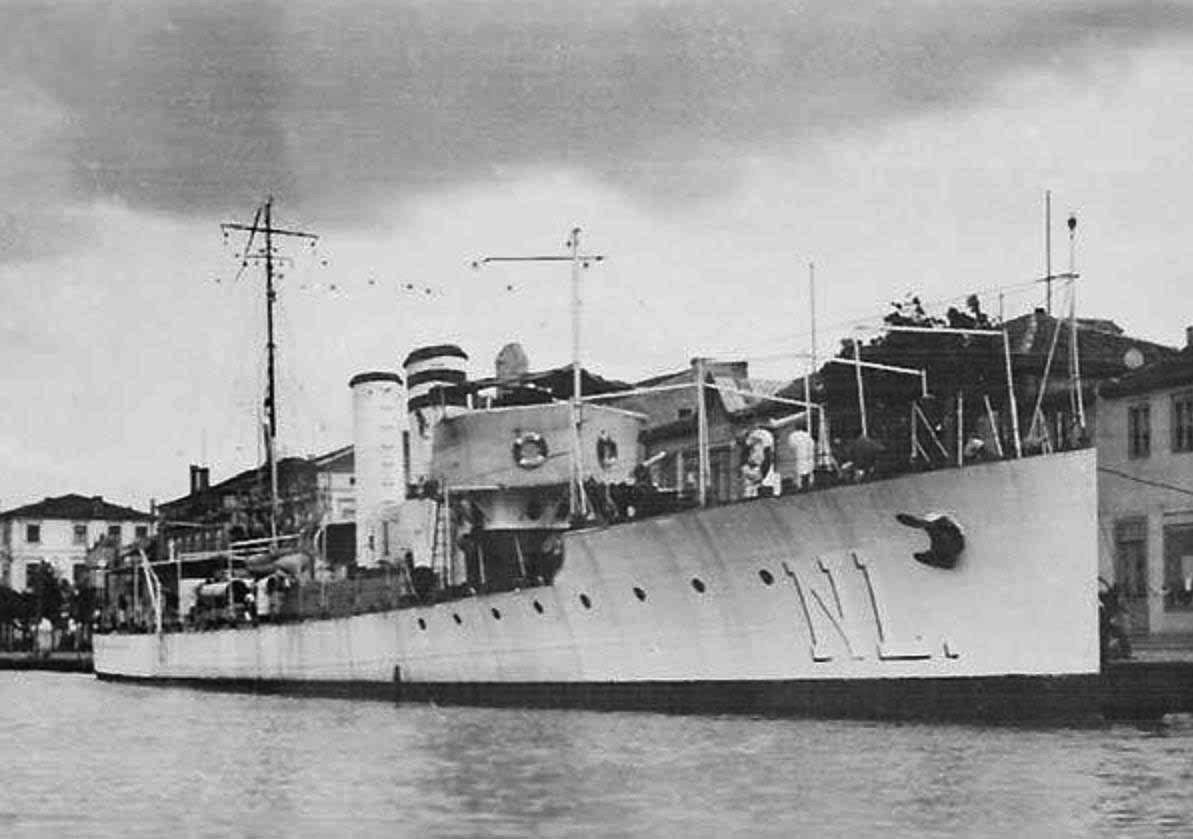
قارب الطوربيد الروماني نالوكا، الذي أغرقته الطائرات السوفيتية في 20 أغسطس 1944

بحلول أوائل عام 1944، أصبح الأسطول السطحي السوفييتي غير صالح للتشغيل عمليًا بسبب حالة الإصلاح السيئة. تم تنفيذ معظم الأعمال الهجومية بواسطة السفن الصغيرة والقوات الجوية البحرية السوفيتية. لقد تدهور وضع الأراضي بشكل كبير بالنسبة لدول المحور. تم تحرير المنطقة المحيطة بأوديسا في شهر مارس، مما أدى إلى محاصرة قوات المحور في شبه جزيرة القرم. استسلمت آخر قوات المحور بالقرب من سيفاستوبول في 9 مايو 1944 وتم إجلاء عدد كبير من الرجال في معركة القرم. واصلت الغواصات السوفيتية مهاجمة سفن المحور.
في 20 أغسطس 1944، نفذ سلاح الجو الأحمر غارة جوية كبيرة ضد القاعدة الرئيسية للمحور في البحر الأسود. تم إغراق عدد من الأهداف بما في ذلك الغواصة الألمانية يو-9 ،  وقارب الطوربيد الروماني القديم نالوكا (تم تحويله إلى كورفيت مضاد للغواصات قبل بدء الحرب). تضررت كل من الغواصتين يو-18 ويو-24 وتم إغراقهما بعد بضعة أيام. كانت الحرب البحرية في البحر الأسود قد انتهت الآن تقريبًا، لكن الغواصات ظلت في الخدمة حتى استهلكت وقودها: بضربة واحدة، نجح الطيران السوفييتي في تقليص قوة الغواصات الألمانية إلى النصف، لكن التأثير كان ليكون أكبر لو تم تنفيذ مثل هذا الهجوم في وقت سابق.

## فهرس
- روج، فريدريش - السوفييت كمعارضين بحريين، 1941-1975 (1979)، مطبعة البحرية أنابوليس(ردمك 9780870216763)

## روابط خارجية
- تاريخ أسطول البحر الأسود (اللغة الروسية)